# پهادرپوره
پهادرپوره (به انگلیسی: Bahadurpura) یک شهر در پاکستان است که در پنجاب واقع شده‌است.